# Tim Wallace
Pas d'image ? Cliquez ici

a Compétitions nationales et continentales officielles uniquement.

b Matchs officiels uniquement.
Dernière mise à jour le 31 août 2018.
Tim Wallace, né le 29 mars 1969 à Sydney (Australie), est un ancien joueur de rugby à XV qui a joué avec l'équipe d'Australie. Il évoluait au poste de demi d'ouverture (1,78 m pour 86 kg).

## Carrière

### En club et province
- New South Wales Waratahs

Il est détenteur du record de transformations réussie en un seul match par un Waratah : dix réussies en 1994

### En équipe nationale
Il a disputé son premier test match le 18 juin 1994 contre l'Italie. Son dernier test match fut contre cette même équipe, le 25 juin 1994.

## Palmarès
- 2 test matchs avec l'équipe d'Australie